# 吳華年
吳華年，山东德州人，清朝政治人物、進士出身。
同治七年（1868年）戊辰科進士，改庶吉士。同治十二年八月初一（1873年9月22日），由翰林院编修调任廣西學政。光绪元年十二月二十一（1876年1月17日），回京供职。